# Френсіс Грегорі
Френсіс Томас «Френк» Ґреґорі (англ. Francis Thomas "Frank" Gregory; 1821—1888) — австралійський топограф, мандрівник Австралії XIX століття, політик, державний діяч.

## Біография
Френсіс Ґреґорі народився 19 жовтня 1821 року в Фарнсфілді, графство Ноттінгемшир, Англія. Його сім'я, включно зі старшим братом Авґустусом, в 1829 році емігрувала до Західної Австралії. Там Френсіс здобув базову освіту, і у 1841 році вступив на державну службу в Західній Австралії як молодший геодезист.
У 1846 році він супроводжував свого старшого брата Авґустуса і дослідника Генрі Чьорчмена під час дослідження місцевості на північ від Перта. У наступному році Френсіс Ґреґорі був назначений помічником державного геодезиста, а два роки потому, у 1849-му, він став державним геодезистом.
У 1857 році Ґреґорі очолив експедицію до витоків річки Мерчисон, а в 1858-му — в місцевості, що росташовані від неї на схід і північ.
У наступному році Ґреґорі відвідав Англію, щоб лобіювати в британського уряду фінансування досліджень Північно-Західної Австралії. Грегорі вважав, що регіон можна пристосувати під випас худоби та (або) створення плантацій, використовуючи найману працю працівників з Азії.
У 1860 році уряд Західної Австралії доручив Ґреґорі керівництво експедицією для вивчення внутрішніх районів материка, розташованих на південь від затоки Нікол. Південно-західна частина цього регіону пізніше стала відома під назвою Пілбара. Британський уряд виділив 2000 фунтів стерлінгів на покриття витрат. Експедиція покинула Фрімантл 23 квітня 1861 року. Через чотири дні на західному узбережжі, в Чемпіон-Бей (пізніше знане як Джералдтон), до Ґреґорі приєдналися три добровольці, які організували групу з дев'яти осіб. 24 травня вони завершили висадку коней біля річки Хардінг, після чого на наступний день вирушили вглиб материка.
Досягнувши річки Фортеск'ю, експедиція слідувала вздовж неї протягом декількох днів, потім повернула на південний захід і пішла вздовж річки Харді. 25 червня, досягнувши 23° 56' південної широти, вони спробували простежити свій шлях і 19 липня досягли місця висадки на узбережжі. 29 липня вони розпочали другий етап подорожі — на північ і схід від попереднього маршруту.
Ґреґорі повернувся зі своєю групою 17 жовтня, а 9 листопада 1861 експедиція повернулася в Перт. Френсіс повідомив, що в ході дослідження він виявив від двох до трьох мільйонів акрів (або близько одного мільйона га) землі, придатної для випасу худоби. Він також звернув увагу на можливість створення індустрії з видобутку перлів. За підсумками цієї експедиції Грегорі в 1863 році був нагороджений Золотою медаллю Королівського географічного товариства.
У 1862 році Френсіс переїхав в Квінсленд, де його брат Авґустус уже був знаний як дослідник і чиновник. Френсіс Ґреґорі був призначений Комісаром коронних земель. 1865 року він одружився з Маріон Ґ'юм, сестрі свого друга-геодезиста і протеже Уолтера С. Ґьюма. З 1874-го був обраний членом Законодавчої ради Квінсленда. Протягом короткого періоду в 1883 році він обіймав посаду призначеного Генерал-поштмейстера Квінсленда.
Френсіс Ґреґорі помер в Тувумбі 23 жовтня 1888 року, у віці 67 років. Похований на кладовищі Дрейтона і Тувумби (Drayton and Toowoomba Cemetery).

## Спадщина
Дослідницькі журнали і записи Авґустуса і Френсіса Ґреґорі були опубліковані в 1884 році урядом Квінсленда під назвою  Journals of Australian Explorations  («Журнали австралійських досліджень»).
Будинок Френсіса Харлакстон-хаус (Harlaxton House), розташований в Тувумбі, занесений до Реєстру спадщини Квінсленда.
Акація Грегорі (Acacia gregorii), зразки якої були зібрані в Пілбарі під час експедиції 1861 року, була названа на честь Френсіса Грегорі.

## Виноски
1. ↑  Bibliothèque nationale de France BNF: платформа відкритих даних — 2011.
2. ↑  Family Notices. Brisbane Courier (Qld.: 1864—1933). — May 15, 1865. — P. 2.
3. ↑  Cemeteries online [Архівовано 2019-03-22 у Wayback Machine.] // Toowoomba Regional Council.
4. ↑  Harlaxton House. Queensland Government.
5. ↑  Acacia gregorii. Wattles of the Pilbara // Western Australian Herbarium.